# Estadio Pocitos
El Estadio de los Pocitos fue un estadio mundialista multifuncional (actualmente inexistente) ubicado en el barrio de Pocitos, en Montevideo, capital de la República Oriental del Uruguay, conocido por ser la cancha del Club Atlético Peñarol entre 1921 y 1933. Es, junto con el Gran Parque Central, el primer estadio mundialista.
Fue sede de la Copa Mundial de Fútbol de 1930 y es el estadio en el que se disputó uno de los dos primeros partidos en la historia de los mundiales de fútbol cuando el 13 de julio de 1930 se enfrentaron Francia y México por el Grupo 1, habiéndose jugado en simultáneo con el partido entre Estados Unidos y Bélgica por el Grupo 4, disputado en el Gran Parque Central.
Recientemente se determinó su ubicación precisa en el cruce de las calles Charrúa y Coronel Alegre, y se pudo determinar el sitio (en una casa particular) en el que estaba el arco donde se convirtió el primer gol de las Copas Mundiales de Fútbol, así como se logró ubicar (en la puerta de un local donde funciona un lavadero y tintorería) el centro de la cancha; de esta manera se ha podido rescatar algo de la historia de la primera hora del fútbol mundial. El francés Lucien Laurent fue quien anotó ese primer gol en la historia de los Mundiales, en el minuto 19 del partido en que su país le ganó a México por 4 a 1.

## Historia
El 6 de noviembre de 1921 se inauguró oficialmente el campo de juego del Estadio Pocitos. En esos días las relaciones entre los dos clubes grandes eran crecientemente tensas y a diferencia de lo sucedido en 1916 en la inauguración de Las Acacias no hubo clásico, ya que Nacional no quiso intervenir, Se concertó entonces un partido que terminó 1 a 1 contra River Plate argentino.
El Club Atlético Peñarol fue local en ese estadio hasta 1933, momento en que empezó a utilizar el Estadio Centenario construido para la Copa Mundial de Fútbol de 1930.
Debido a importantes proyectos de desarrollo vial en la ciudad, las calles se trazaron sobre el campo de juego en 1937 y las boleterías fueron demolidas junto con la Estación Pocitos de tranvías en 1946 cuando se realizó la prolongación de la Avenida Doctor Francisco Soca hasta el Parque José Batlle y Ordóñez. La cancha desapareció y se volvió parte de un barrio de  Montevideo, de viviendas de clase media, con alto valor inmobiliario.

Espectáculo de circo en el Estadio de los Pocitos en 1922. Hombre boxeando un canguro.

Entre 2002 y 2006, el arquitecto uruguayo Héctor Enrique Benech asumió el reto de realizar una investigación para determinar el lugar exacto donde se anotó el primer gol de los mundiales. Sin registros oficiales, encontró en los archivos de la Intendencia Municipal de Montevideo una fotografía aérea del año 1926 que, mediante superposición con una foto actual, permitió ubicar exactamente el campo de juego. En junio de 2006 se dio a conocer el descubrimiento en el Museo del fútbol uruguayo de la Asociación Uruguaya de Fútbol.
En forma conjunta el Museo del fútbol uruguayo, la Intendencia Municipal de Montevideo y Montevideo Refrescos (embotelladora local de Coca-Cola) organizaron el concurso "En busca del arco perdido", para realizar dos esculturas, una en la ubicación original del centro de la cancha y la otra en la ubicación del arco donde se convirtió el primer gol de la historia de los mundiales. El concurso fue ganado por el arquitecto Eduardo Di Mauro con sus obras "cero a cero y pelota al medio" y "donde duermen las arañas"[cita requerida].

## Partidos de la Copa Mundial de Fútbol de 1930 disputados en el Estadio Pocitos
En este estadio se jugaron dos de los partidos que abrieron el primer mundial de fútbol: Francia vs México por el Grupo 1 y el partido entre Rumania y Perú por el Grupo 3. Esto se debió a que faltaban algunos detalles para la terminación del Estadio Centenario, construido en tiempo récord para dicho campeonato mundial.
| 13 de julio de 1930 | Francia                                          | 4:1 (3:0) | México      | Estadio Pocitos, Montevideo                                           |                                                                       |
|                     | Laurent 19' · Langiller 40' · Maschinot 42', 86' |           | Carreño 68' | Asistencia: 1.000 espectadores Árbitro(s): Domingo Lombardi (Uruguay) | Asistencia: 1.000 espectadores Árbitro(s): Domingo Lombardi (Uruguay) |

| 14 de julio de 1930 | Rumania                     | 3:1 (1:0) | Perú      | Estadio Pocitos, Montevideo                                        |                                                                    |
|                     | Stanciu 1', 89' · Barbu 79' |           | Souza 74' | Asistencia: 2.549 espectadores Árbitro(s): Alberto Warnken (Chile) | Asistencia: 2.549 espectadores Árbitro(s): Alberto Warnken (Chile) |